# フレッド・スタインフォルト
フレッド・スタインフォルト（Fred Steinfort 1952年11月3日- ）は、ドイツのヘッセン州ヴェッテル出身の元アメリカンフットボール選手。
ボストンカレッジでは大学の歴代記録となる215得点をあげた。この間1974年にはチュレーン大学戦で55ヤードのFGを成功させている。
オークランド・レイダースにプロ入りした彼は初出場となった1976年第1週にスーパーボウル3連覇を目指すピッツバーグ・スティーラーズとの試合でデビューした。この試合の序盤に彼はFGを失敗していたがオーバータイム残り18秒に21ヤードの決勝FGを決めた。レイダースは、この年スーパーボウル出場を果たしたが、彼はシーズン途中に解雇され、エロール・マンが出場した。1977年、1978年とアトランタ・ファルコンズ、1979年途中からデンバー・ブロンコスに所属し1980年、1981年には全試合出場を果たした。その後1983年、バッファロー・ビルズ、ニューイングランド・ペイトリオッツでプレイした後、現役生活を終えた。
1994年にボストンカレッジのアスリートの殿堂入りを果たした。